# Pijuayal
Pijuayal es una localidad peruana del distrito de Pebas, ubicado en la provincia de Mariscal Ramón Castilla en el departamento de Loreto en el Oriente del Perú.

## Demografía
Tiene una población de 1500 habitantes.

## Centro de Navegación Binacional
De acuerdo a lo pactado en el Acta de Brasilia tras la Guerra del Cenepa, la República del Perú cedió en concesión por 50 años dos terrenos de 150 ha a la República del Ecuador para la creación de dos enclaves comerciales llamados oficialmente "Centros de Navegación Binacional", uno de ellos ubicado en Pijuayal. Dicho acuerdo fue rechazado por la población del departamento de Loreto desde su suscripción y en 1999 tras grandes manifestaciones se exigió al gobierno declararlo inejecutable por vulnerar la soberanía nacional. De igual modo se rechazó la medida con un paro de 48 horas en 2010.
Sin embargo en los años 2013 y 2014 en el marco de los Gabinetes Binacionales, ambos gobiernos firmaron acuerdos instando a los ministros de ambas partes a elaborar la "hoja de ruta" para la ejecución del acuerdo y fijaron como plazo límite el primer cuatrimestre de 2015.

### Futuro puerto
En Pijuayal se planea construir un futuro puerto que conectaría el puerto de Coca (Ecuador) con Manaus (Brasil) vía el río Amazonas.